# Leo von Caprivi
Georg Leo von Caprivi de Caprera de Montecuccoli, desde 1891 conde von Caprivi de Caprera de Montecuccoli (Charlottenburg, 24 de febrero de 1831 - Skyren, hoy Skórzyn, voivodato de Lubusz, 6 de febrero de 1899) fue un general alemán y estadista, sucesor de Otto von Bismarck como canciller de Alemania, cargo que ejerció entre el 20 de marzo de 1890 y octubre de 1894. Caprivi favoreció el desarrollo industrial y comercial y concluyó numerosos tratados bilaterales para la reducción de barreras tarifarias. Sin embargo, este movimiento hacia el libre comercio enfureció a los conservadores intereses agrarios, especialmente de los junkers. Como parte del «nuevo curso» del káiser Guillermo II en política exterior, Caprivi abandonó la cooperación militar, económica e ideológica con Rusia propuesta por Bismarck y fue incapaz de forjar una relación estrecha con el Reino Unido. Promovió con éxito la reorganización del ejército alemán.

## Biografía
Nació en Charlottenburg (entonces una ciudad en la provincia prusiana de Brandeburgo, hoy en día un distrito de Berlín), hijo del jurista Julius Leopold von Caprivi (1797-1865), quien más tarde sería juez en la Corte Suprema Prusiana y miembro de la Cámara Alta Prusiana. Su familia paterna era de origen germano-itálico y posiblemente también eslavo; se ha sostenido que su apellido original era Kopriva y que eran originarios de Koprivnik (Nesseltal), cerca de Kočevje en la región del Kočevje Rog (Hornwald) en la Baja Carniola (en la presente Eslovenia). Sin embargo, otros investigadores afirman que esto no puede ser confirmado. Los Caprivi fueron ennoblecidos durante las Guerras habsburgo-otomanas del siglo XVII, y más tarde se trasladaron a Landau en Silesia. Su madre era Emilie Köpke, hija de Gustav Köpke, director de la Berlinisches Gymnasium zum Grauen Kloster y profesor del predecesor de Caprivi, Otto von Bismarck.

### Carrera militar
Caprivi entró en el Ejército prusiano en 1849 y sirvió en la Segunda Guerra de Schleswig de 1864, la guerra austro-prusiana de 1866, como mayor formando parte del Estado Mayor del príncipe Federico Carlos de Prusia, y en la guerra franco-prusiana de 1870/71, como jefe del Estado Mayor del X Cuerpo de Ejército. Respaldado por el jefe de Estado Mayor, general Helmuth von Moltke, Caprivi ascendió a teniente coronel y se distinguió en la batalla de Mars-la-Tour, el sitio de Metz y la batalla de Beaune-la-Rolande, recibiendo la orden militar Pour le Mérite.
Después de la guerra sirvió como ministro de Guerra prusiano.[cita requerida] En 1882, fue nombrado comandante de la 30.ª División de Infantería en Metz. En 1883, sucedió a Albrecht von Stosch, un fiero opositor al canciller Bismarck, como jefe de la Marina Imperial.[cita requerida] Esta elección fue realizada por Bismarck y causó gran desafección entre los oficiales de la marina. Sin embargo, Caprivi demostró un significativo talento administrativo en el puesto.
Las disensiones de Caprivi con la política naval del emperador Guillermo II llevaron a su dimisión en 1888. Fue brevemente nombrado para comandar su antiguo cuerpo de ejército, el X Cuerpo, estacionado en Hanóver, antes de ser convocado a Berlín por el emperador Guillermo II en febrero de 1890. Caprivi fue informado de que él sería la elección prevista por el káiser si Bismarck se resistía a los cambios en el gobierno propuestos por Guillermo II, y tras la destitución de Bismarck el 18 de marzo, Caprivi se convirtió en canciller.

### Canciller de Alemania
La administración de Caprivi estuvo marcada por lo que es conocido por los historiadores como el «nuevo curso» (Neuer Kurs), tanto en la política exterior como interior. En esta realizó movimientos hacia la conciliación con los socialdemócratas; y hacia una política probritánica en la política exterior, ejemplificada en el tratado anglo-alemán de julio de 1890, según el cual los británicos cedían la isla de Heligoland a Alemania a cambio del control de Zanzíbar. Esto causó la animosidad de los grupos de presión colonialistas como la Liga Pan-Alemana (Alldeutscher Verband), mientras que las políticas de libre comercio de Caprivi llevaron a la oposición de los conservadores proteccionistas agrarios. El tratado también daba a Alemania la Franja de Caprivi, que fue añadida a la África del Sudoeste alemana, ligando así ese territorio con el río Zambezi, que se esperaba utilizar para el comercio y comunicaciones con el África oriental —sin embargo, el río resultó ser no navegable—. Caprivi se opuso a las ideas del general Alfred von Waldersee, partidario de una guerra preventiva contra Rusia; no obstante, estaba de acuerdo con la decisión del emperador Guillermo II y de los funcionarios afines del Ministerio de Exteriores en torno a Friedrich von Holstein de no renovar el Tratado de Reaseguro, tras lo cual Rusia forjó una alianza con Francia.
El rechazo de los conservadores se intensificaba, acompañado por constantes ataques públicos por parte del retirado Bismarck. Caprivi también perdió el apoyo de los nacional liberales y de los progresistas en una derrota legislativa en 1892, sobre un proyecto de ley educativa que proporcionaba consejos escolares confesionales, en un fallido intento de reintegrar al católico Partido del Centro después de la Kulturkampf. Aunque era protestante, Caprivi necesitaba los cien votos del partido católico, y su aproximación alarmó a los políticos protestantes. Tuvo que dimitir como ministro presidente de Prusia y fue reemplazado por el conde Botho zu Eulenburg. Esto dio lugar a una insostenible división de poderes entre el canciller y el primer ministro prusiano, y, en último término, causó la destitución de ambos en 1894 y su sucesión por el príncipe Chlodwig von Hohenlohe-Schillingsfürst.
Durante su período como canciller, Caprivi realizó ciertas reformas progresistas. Se prohibió el trabajo de niños menores de trece años de edad, y el empleo de niños de trece a dieciocho años fue restringido a un máximo de diez horas al día. En 1891, se prohibió el trabajo dominical y se introdujo un salario mínimo garantizado; asimismo, se redujo la jornada laboral para las mujeres a un máximo de once horas. Los tribunales industriales se crearon en 1890 para arbitrar sobre disputas industriales, y Caprivi invitó a representantes de los sindicatos a sentarse en esos tribunales. Además, se disminuyeron los aranceles sobre la importación de madera, ganado, centeno y trigo, y un proyecto de ley financiera introdujo impuestos sobre la renta progresivos según las ganancias individuales. Otros logros incluyeron el presupuesto del Ejército de 1892 y 1893, y el acuerdo comercial con Rusia en 1894.

## Honores
Recibió las siguientes órdenes y condecoraciones:
- Prusia:
  - Caballero de la Corona Prusiana, 3.ª Clase con Espadas, 1866; 1.ª Clase con Espadas en Anillo, 22 de marzo de 1884[13]
  - Cruz Conmemorativa de Guerra (1866)[14]
  - Cruz al Servicio
  - Cruz de Hierro (1870), 1.ª Clase
  - Pour le Mérite (militar), 18 de enero de 1871[15]
  - Caballero del Águila Roja, 2.ª Clase con Hojas de Roble, 1879; con Estrella, 18 de enero de 1884;[13] Gran Cruz con Corona, 12 de junio de 1892[16]
  - Cruz de Comandante de la Real Orden de Hohenzollern, 12 de enero de 1878;[13] Cruz de Gran Comandante, 16 de marzo de 1894[16]
  - Caballero del Águila Negra, 17 de junio de 1890; con Collar, 17 de enero de 1891;[16] en Diamantes
- Anhalt: Gran Cruz de Alberto el Oso, 1893[17]
- Imperio austrohúngaro:[18]
  - Caballero de la Corona de Hierro, 2.ª Clase, 1872
  - Gran Cruz de San Esteban, 1890
- Gran Ducado de Baden: Caballero de la Orden de la Fidelidad, 1890[19]
- Reino de Baviera:
  - Caballero de San Huberto
  - Gran Cruz de la Orden del Mérito Militar
- Bélgica: Gran Cordón de la Orden de Leopoldo
- Ducado de Brunswick: Gran Cruz de Enrique el León, con Espadas, 1889[20]
- China: Orden del Dragón Doble, Clase I Grado III
- Ducados Ernestinos: Gran Cruz de la Orden de la Casa Ernestina de Sajonia
- Hesse-Darmstadt: Gran Cruz de la Orden de Luis, 7 de octubre de 1890[21]
- Imperio del Japón: Gran Cordón del Sol Naciente
- Reino de Italia: Caballero de la Anunciación, 10 de noviembre de 1890[22]
- Mecklemburgo: Gran Cruz de la Corona Wéndica
- Países Bajos: Gran Cruz del León Neerlandés
- Gran Ducado de Oldemburgo: Gran Cruz de la Orden de Pedro Federico Luis, con Corona Dorada y Espadas en Anillo
- Imperio otomano:
  - Orden de Osmanieh, 1.ª Clase en Diamantes
  - Orden del Medjidie, 1.ª Clase
- Principado de Reuss-Gera: Cruz de Honor, 1.ª Clase con Espadas
- Reino de Rumania: Gran Cruz de la Estrella de Rumania
- Imperio ruso:
  - Caballero de San Andrés, en Diamantes
  - Caballero de Santa Ana, 2.ª Clase con Espadas
- Sajonia-Weimar-Eisenach: Gran Cruz del Halcón Blanco, 1891[23]
- Reino de Sajonia:
  - Caballero de la Corona de Ruda
  - Comandante de la Orden de Alberto, 2.ª Clase
- Schaumburg-Lippe: Cruz de Honor de la Orden de la Casa de Schaumburg-Lippe, 1.ª Clase
- Siam: Gran Cruz del Elefante Blanco
- Reino de Wurtemberg:[24]
  - Comandante de la Orden de Federico, 1.ª Clase, 1875
  - Gran Cruz de la Corona de Wurtemberg, 1890